# Gynoplistia (Gynoplistia) murdiella
Gynoplistia (Gynoplistia) murdiella is een tweevleugelige uit de familie steltmuggen (Limoniidae). De soort komt voor in het Australaziatisch gebied.